# (74364) 1998 WZ26
(74364) 1998 WZ26 – planetoida z pasa głównego asteroid okrążająca Słońce w ciągu 5,46 lat w średniej odległości 3,1 j.a. Odkryta 16 listopada 1998 roku.